# Гуфье
Гуфье или Гуффье (Gouffier) — род французских придворных, с XIV века владевший усадьбой Бонниве в Пуату. Их золотой век пришёлся на правление Франциска I, который особенно благоволил к своему воспитателю, Артю Гуффье, возведя его в сан герцога Роаннэ. Вместе с Франциском I тот воспитывал своих младших братьев, чем обеспечил их дружбу с монархом и блистательную карьеру. В их числе был и двоюродный брат Анн де Монморанси, будущий коннетабль Франции. В годы Французской революции потомки Гуфье из рода Шуазёлей покинули Францию и влились в ряды российского дворянства.

## Гуфье-Роаннэ
Зачинателем семейного благополучия был Гийом Гуффье (ум. 1495) — камергер Карла VII, наместник Турени. Он прославился своим соперничеством с Жаком Кёром за милость короля, добился его осуждения и перевода на себя его собственности. Первым браком женат на сестре кардинала д’Амбуаза. Овдовев, вступил в брак с Филиппиной де Монморанси, родившей ему трёх сыновей (см. ниже).
Старший из них, Артюс Гуфье (ум. 1519), заведовал воспитанием графа Ангулемского, который в 1515 г. взошёл на французский престол под именем Франциска I. Он был обласкан своим воспитанником, назначен главным распорядителем королевского двора и направлен на заключение мирного договора по итогам Войны Камбрейской лиги. Принадлежавшие ему Роанн и Буаси были преобразованы королём в герцогство Роанне. Титул этот, впрочем, был не вполне официальным, ибо документы не проходили регистрации в парламенте.

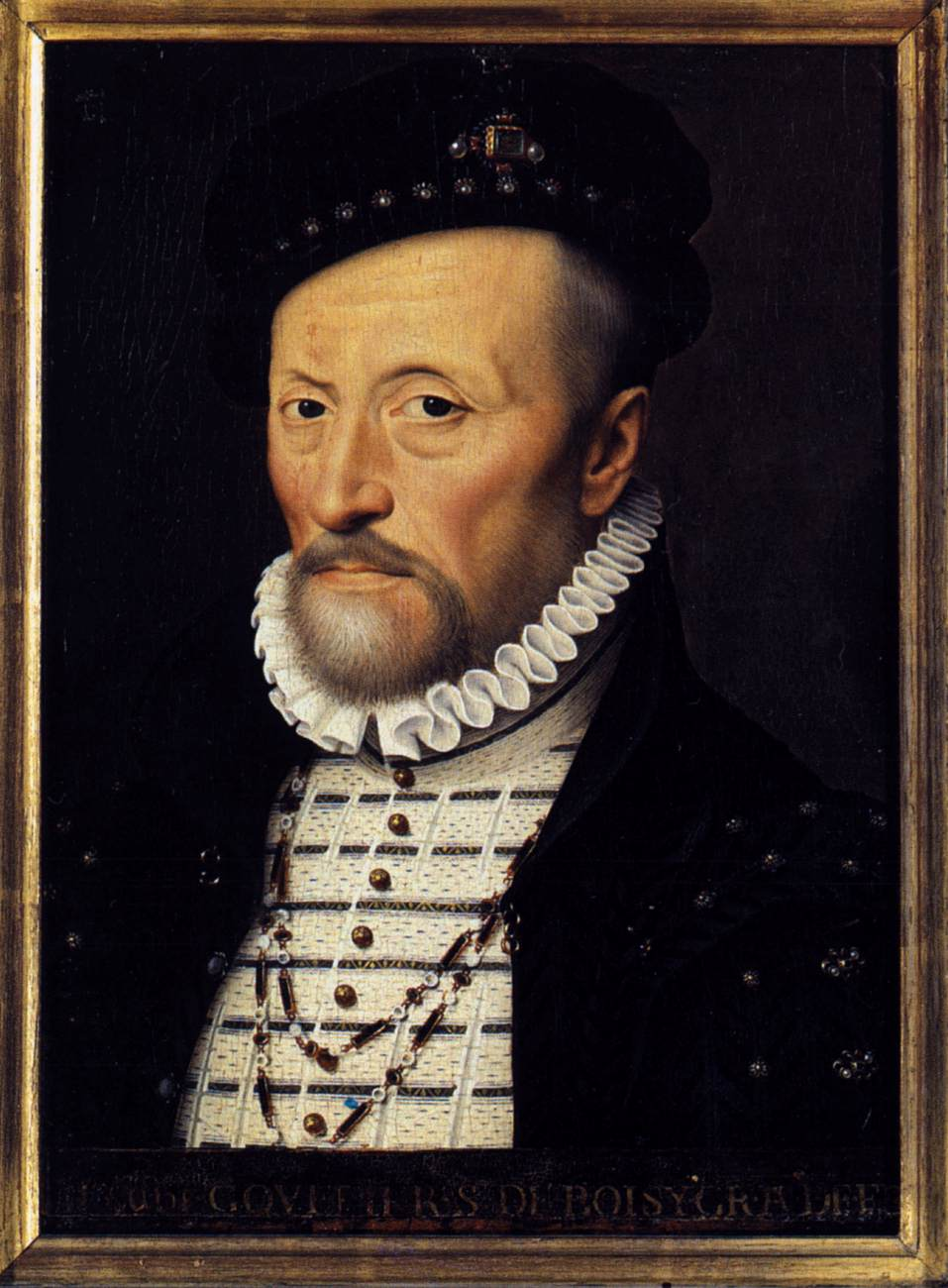
Портрет Клода Гуфье кисти Франсуа Клуэ

Сын его Клод Гуфье, герцог де Роанне, граф де Каравас, дослужился до сана великого конюшего (1546). За время Итальянских войн он дважды попадал в плен к имперцам, в первый раз при Павии (1525), второй — в бою с Ферранте Гонзага (1536), у которого был выкуплен через 2 года за астрономическую сумму в 6000 золотых. Франсуа Клуэ — один из художников, работавших на Гуфье. В пуатевинском имении Уарон сохранился собранный им кабинет художественных и естественно-научных диковинок. По мнению исследователей творчества Шарля Перро, Караваз — источник имени маркиза де Карабаса в сказке «Кот в сапогах».
Его сын Жильбер Гуфье, 2-й герцог де Роанне, граф де Молеврье, от брака с дочерью маршала де Бриссака имел сына Луи Гуфье, 3-го герцога де Роанне (1575—1642). С приходом к власти Бурбонов род Гуфье попал в опалу. Неприязненные отношения герцога де Роанне с кардиналом Ришельё (семейство которого было издавна притесняемо в Пуату герцогами Роанне как ближайшими соседями) завершились тем, что его имущество было в 1631 г. конфисковано, а сам он предан символической казни. Супруга его была из Гизов (дочь герцога д’Эльбёфа).
Внук его, Артюс Гуффье, герцог де Роанне (1627-98) — губернатор Пуату при Мазарини, проводил свою жизнь вдали от столиц, в общении с Паскалем и адептами янсенизма. Он затеял перестройку фамильного замка Уарон, но в конце концов разочаровался в светской жизни и продал замок вместе с герцогским титулом шурину, Франсуа д’Обюссону, графу де Ла Фейаду, маршалу Франции. В этом браке родился Луи д’Обюссон де Ла Фейад, последний герцог де Роаннэ — маршал Войны за испанское наследство, зять военного министра Шамильяра.

## Гуфье-Бонниве

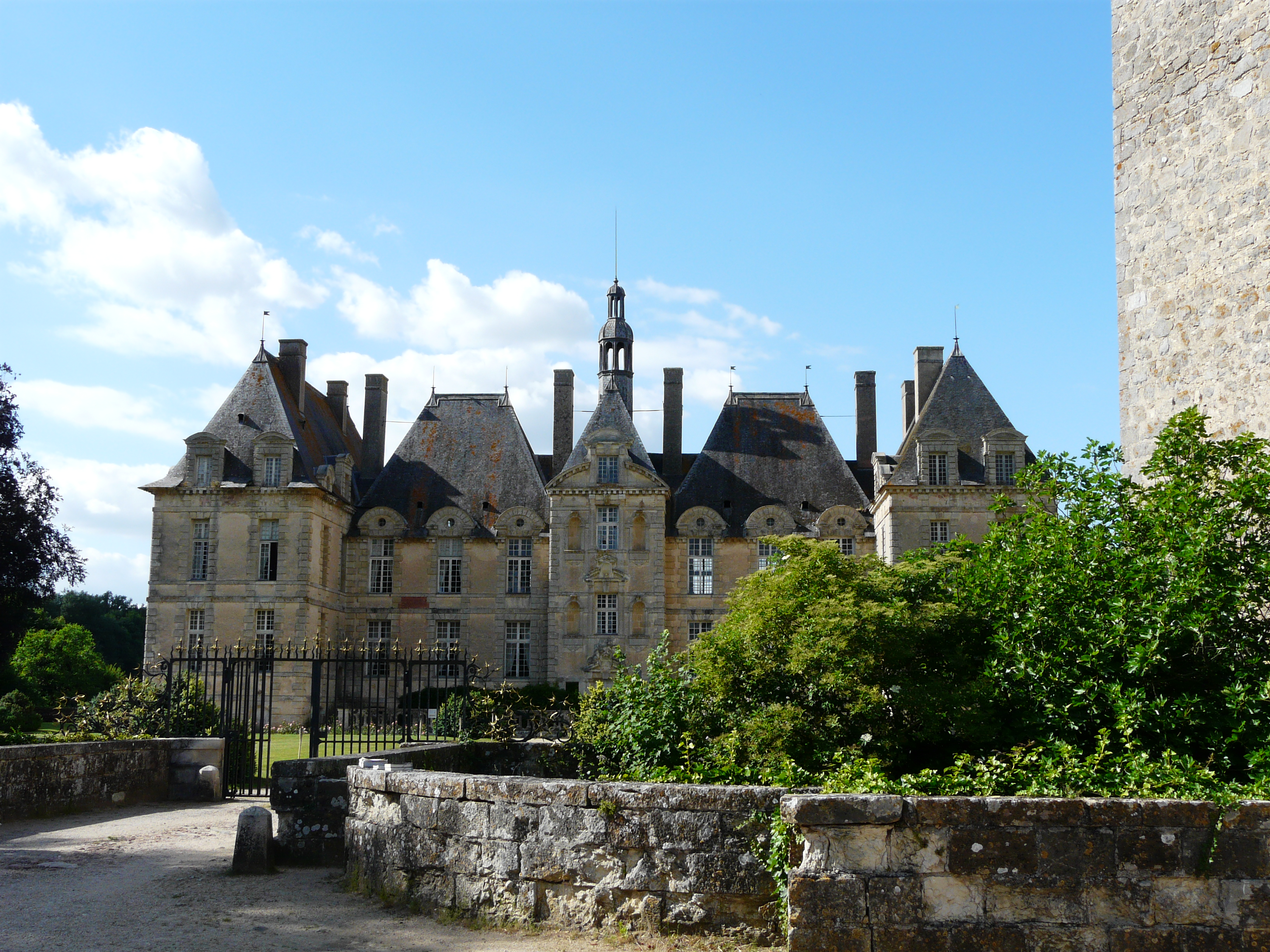
Ренессансный дворец Гуфье в Сен-Лу

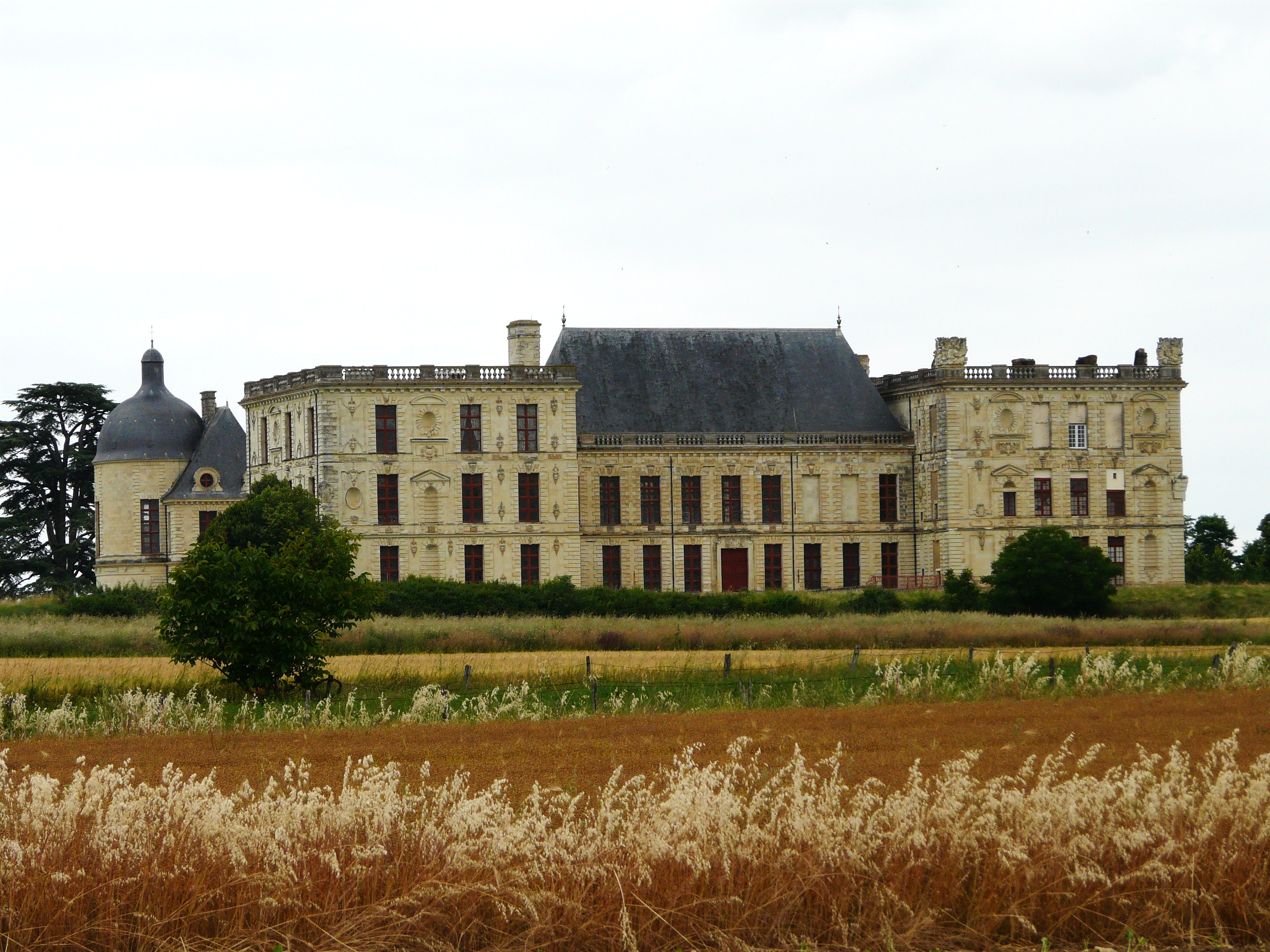
Имение Уарон было пожаловано Гийому Гуфье королём Карлом VII и оставалось домом всех герцогов Роаннэ

Помимо первого герцога Роаннэ, у камергера Карла VII было ещё два сына. Адриен Гуффье, кардинал де Буаси (ум. 1525) — епископ Кутанса и Альби, великий милостераздаватель Франции. Гийом Гуффье-Бонниве (ум. 1525) — фаворит Луизы Савойской, адмирал Франции (1515), строитель порта в Гавре, непримиримый враг коннетабля Бурбона, инициатор его опалы. Погиб при Павии.
Сын предыдущего, Франсуа Гуфье-Бонниве (ум. 1594) — едва не ставший маршалом Франции (1586), отличившийся во многих сражениях Итальянских и Религиозных войн. Генрих III одним из первых пожаловал его орденом Святого Духа, направив на усмирение Пикардии. Брат его, епископ Безье, был убит гугенотами. Кроме маркизов Бонниве, из рода Гуфье происходили также маркизы Кревкёр, Каравас и Туа.

## Шуазёль-Гуфье
Последний из маркизов Гуфье выдал в 1771 г. свою дочь за юного дипломата, графа Мари-Габриэля де Шуазёля-Бопрё (1752—1817), который до революции служил французским посланником в Константинополе, собирая и описывая древнегреческие древности. В 1791 г. Шуазёль, сменивший фамилию на Шуазёль-Гуфье, выехал в Россию, где был назначен Павлом I президентом академии художеств. После прихода к власти Наполеона вернулся во Францию. Потомки графа осядут в Литве. Его сын Антуан Луи Октав (Антоний Людвиг Октавий) женится первым браком — на графине Потоцкой, вторым — на Софии Тизенгаузен, которая, будучи в России фрейлиной двух императриц, матери и супруги Александра I, оставит интересные воспоминания о своём времени. Один из его внуков женится на княжне Голицыной, а внучка Матильда станет бабкой философа Н. А. Бердяева.

## Источник
- Отец Ансельм. Материалы по истории и генеалогии дома Гуфье